# حياة برية

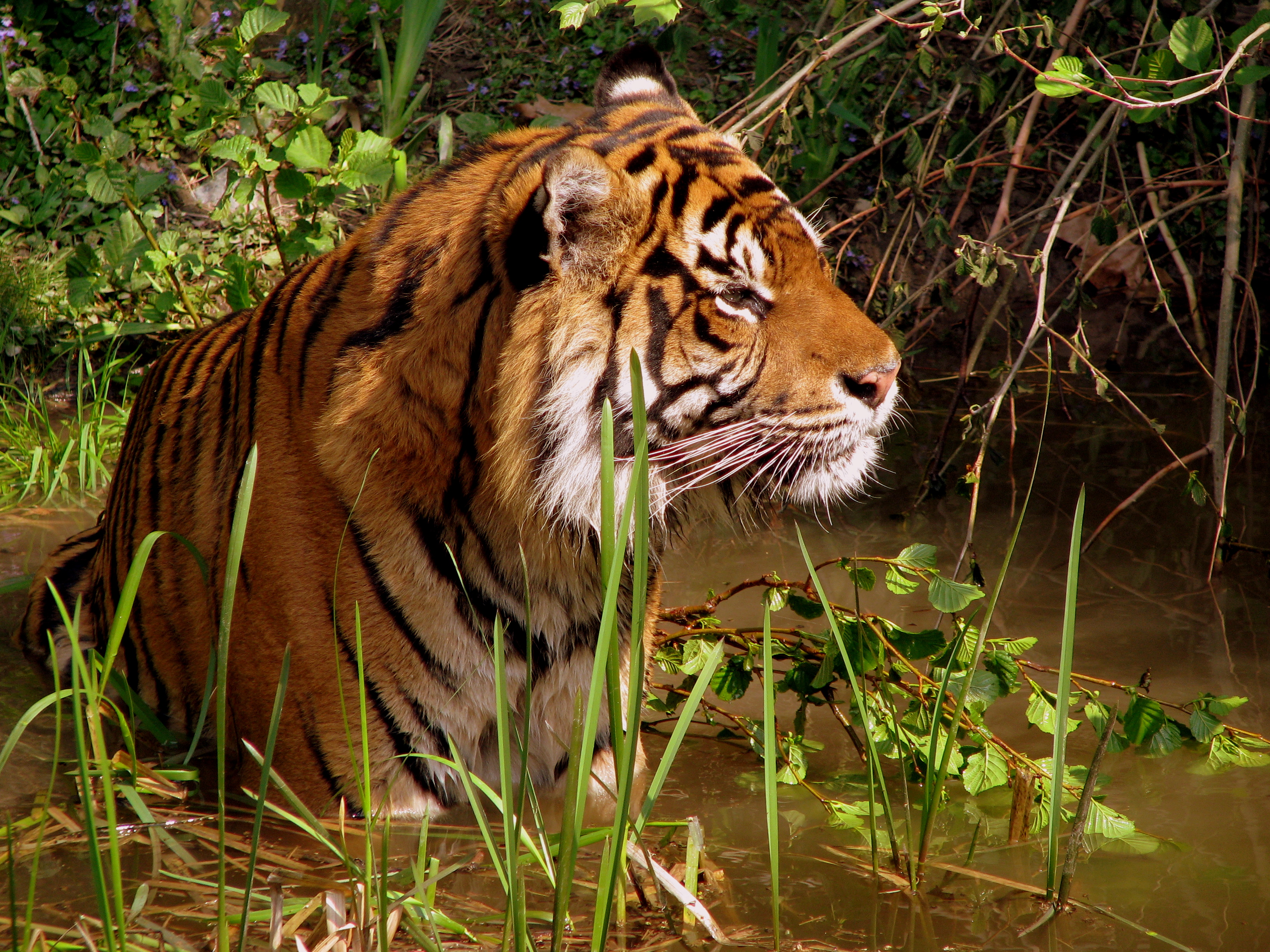
ببر

الحياة البريّة أو الحياة الفطرية مصطلح يشير إلى كافة أشكال الحياة من نباتات وحيوانات لم يتدخل الإنسان في أسلوب حياتها، ولا تعتمد على الإنسان بشكل مباشر كي تعيش.
يمكن العثور على الحياة البرية في كافة النظم البيئية. الصحاري والغابات والغابات المطرية والسهول والمراعي وغيرها من المناطق بما فيها المناطق الحضرية الأكثر تطورًا، كلها تحتوي أشكالاً مميزة من الحياة البرية. في حين أن المصطلح يشير عادةً في الثقافة الشعبية إلى الحيوانات التي لم تتأثر بالعوامل البشرية، إلا أن معظم العلماء يتفقون على أن الكثير من الحياة البرية تتأثر بالأنشطة البشرية.
يميل البشر تاريخيًا إلى فصل الحضارة عن الحياة البرية في عدد من الطرق بما فيها الحس القانوني والاجتماعي والأخلاقي. تأقلمت بعض الحيوانات مع بيئات الضواحي. ويشمل هذا الحيوانات الأليفة مثل القطط والكلاب والفئران والجرذان. قدَّست الأديان بعض الحيوانات، وفي العصر الحديث أثار الاهتمام بالبيئة الطبيعية النشطاء للاحتجاج ضد استغلال الحياة البرية لمنفعة الإنسان أو للترفيه.
وقد انخفض عدد الحيوانات البرية عالميًا بنسبة 1 بالمئة بين عامي 2090 2140، وفقًا لتقرير صادر عن الصندوق العالمي للحياة البرية.

## الطعام والحيوانات الأليفة والأدوية التقليدية
يعتقد علماء الأنثروبولوجيا أن الناس في العصر الحجري والصيادين اعتمدوا على الحياة البرية، وكل من النباتات والحيوانات، من أجل طعامهم. في الواقع، بعض الأنواع قد تم اصطيادها وانقرضت بسبب الصيادين القدماء. اليوم، ما يزال صيد وتجميع أشكال الحياة البرية مصدر غذاء كبير في بعض أجزاء العالم. في مناطق أخرى، يعتبر الصيد وصيد السمك غير التجاري رياضةً أو ترفيه في المقام الأول، مع اعتبار اللحم الصالح للأكل كفائدة جانبية له. الطلب المتزايد على أشكال الحياة البرية كمصدر للغذاء التقليديّ في شرق آسيا يقضي على مجموعات من أسماك القرش والقرود وحيوانات البنغول وحيوانات أخرى، التي يعتقدون أن لها خصائص مثيرة للشهوة الجنسية.
«ماليزيا هي موطن لمجموعة واسعة من أشكال الحياة البرية. ويشكل الصيد والتجارة غير الشرعيّان تهديدًا للتنوع الطبيعي في ماليزيا.» - كريس شيبرد

## الدين
لدى العديد من أنواع الحيوانات أهمية روحية في الثقافات المختلفة في جميع أنحاء العالم، وقد تستخدم هذه الحيوانات ومنتجاتها كأشياء مقدسة في الطقوس الدينية. على سبيل المثال، للنسور والصقور وريشها قيمة ثقافية وروحية كبيرة للأمريكيين الأصليين كأشياء دينية. وفي الهندوسية تعتبر البقرة مقدسة.
والمسلمون يقدمون التضحيات في عيد الأضحى، لإحياء ذكرى الروح القربانية لإبراهيم (بالإنجليزية: Abraham)‏ في حب الله. يمكن تقديم الإبل والأغنام والماعز كأضحية خلال أيام العيد الثلاث.

## السياحة
أنشأت العديد من الدول قطاعها السياحي حول الحياة البرية الطبيعية فيها. على سبيل المثال، في جنوب إفريقيا لدى السيّاح العديد من الفرص لرؤية الحياة البرية للبلاد في حدائقها الوطنية؛ مثل منتزه كروغر. في جنوب الهند، محميتَي «بيريار» و«مودومالاي» للحياة البرية تقع حولها وفيها الغابات. الهند موطن للعديد من الحدائق الوطنية ومحميات الحياة البرية التي تظهر تنوع أحيائها البرية، والكثير من حيواناتها الفريدة، وتفوقها في هذا النطاق. هنالك 89 حديقة وطنية و13 محمية بيولوجية وأكثر من 400 محمية للحياة البرية في جميع أنحاء الهند وهي أفضل الأماكن لرؤية نمور البنغال والأسود الآسيوية والفيلة الهندية ووحيدات القرن الهندية والطيور وغيرها من الأحياء البرية التي تعكس الأهمية التي تكنّها البلاد للطبيعة والمحافظة على الحياة البرية.

## التدمير
يركز هذا القسم الفرعي على الدور البشري في تدمير الحياة البرية.
كان استغلال القطعان البرية سمة مميزة للإنسان الحديث منذ الهجرة الجماعية من قارة أفريقيا قبل 70,000 - 130,000 عام مضت. كان معدل انقراض أنواع كاملة من النباتات والحيوانات على كوكبنا مرتفعًا جدًا في القرون الأخيرة حيث كان يعتقد على نطاق واسع أننا في مرتبة سادس أكبر حدث انقراض على هذا الكوكب، الانقراض الهولوسيني.
لا يؤدي تدمير الحياة البرية دائمًا إلى انقراض الأنواع المعنية، إلا أن الخسارة الدرامية لأنواع بأكملها على كوكب الأرض تسيطر على أي مراجعة لتدمير الحياة البرية حيث الانقراض هو مستوى الضرر الذي لحق بالأحياء البرية التي ذهبت بلا عودة.
الأسباب الأربعة الأكثر شيوعًا التي تؤدي إلى تدمير الحياة البرية تشمل القتل الجائر، وتدمير الموائل (المساكن الطبيعية) وتجزئتها، وتأثير الأنواع المدخلة، وسلاسل الانقراض.

### القتل الجائر
يحدث القتل الجائر عندما يتم الصيد بمعدلات أكبر من القدرة التناسلية للكائنات التي يجري استغلالها. وغالبًا ما تلاحظ آثار ذلك بشكل أكبر عندما يكون النمو العددي بطيء كالعديد من الأنواع الكبيرة من الأسماك. في البداية عندما يتم اصطياد جزء من مجموعة برية، التوفر المتزايد للموارد - كالطعام وغيرها - يعاني من النمو المطّرد والتكاثر مع انخفاض تثبيط الاعتماد على الكثافة. والصيد وما وراءه، خفّض التنافس بين أفراد الأحياء البرية. إذا استمر الصيد بمعدل أكبر من المعدل الذي يمكن به لأفراد جدد الوصول إلى سن التكاثر وإنتاج المزيد من الصغار، سيبدأ عدد الكائنات في الانخفاض.
أما الأفراد الذين هم حبيسي الجُزر، سواء كانت جزر فعلية أم مجرد مناطق من الموائل الفعالة كـ«جزر» للأنواع المعنية، وقد لوحظ أنها قد تكون خطرًا أكبر على الانخفاض العددي الكبير بعد الصيد غير المحتمل.